# Decisive Battles of the American Civil War: Volume II
Decisive Battles of the American Civil War: Volume II est un jeu vidéo de type wargame créé par Roger Keating, Ian Trout et Malcolm Power et publié par Strategic Studies Group en 1988 sur Apple II, Commodore 64 et IBM PC. Il est le deuxième volet d'une série de trois wargames sur le thème de la guerre de Sécession et développés par Strategic Studies Group à partir du même moteur de jeu. Il suit ainsi Decisive Battles of the American Civil War: Volume I  (1988) et précède Decisive Battles of the American Civil War: Volume III (1989). Le jeu propose cinq scénarios qui couvrent la seconde partie de la guerre, entre 1862 et 1863, et qui simulent respectivement la bataille de Gaines's Mill, la bataille de la Stones River, la bataille de Gettysburg, la bataille de Chickamauga et la bataille de Chattanooga.

## Système de jeu
Decisive Battles of the American Civil War: Volume II est un wargame qui simule, au niveau opérationnel, des batailles de la deuxième partie de la guerre de Sécession, entre 1962 et 1963. Le jeu propose cinq scénario qui simulent respectivement la bataille de Gaines's Mill, la bataille de la Stones River, la bataille de Gettysburg, la bataille de Chickamauga et la bataille de Chattanooga. Comme les précédents jeux du studio, il intègre de plus deux utilitaires, Warplan et Warpaint, qui permet au joueur de créer de nouvelles batailles. Le premier permet de créer les cartes, les unités, les objectifs et les autres éléments nécessaires à la conception ou à l’adaptation d’un scénario. Le second est un outil de dessin qui permet notamment de modifier les symboles associés aux terrains ou aux unités et les icones du jeu,. 
Dans chaque scénario, le joueur peut choisir de commander l'Union ou les États confédérés et affronter l'ordinateur ou un autre joueur. Il peut également donner un handicap à l'un ou l'autre des deux camps et décidé d'activer ou non trois options qui permettent respectivement de désactiver le brouillard de guerre, de donner un bonus au camp contrôlé par l'ordinateur et de faciliter les communications entre le joueur et ses unités. Le joueur incarne un général et commande un corps d’armée composé d'infanterie, de cavalerie et d'artillerie et divisé en divisions regroupant plusieurs brigades. Les unités affichées à l’écran correspondent à des brigades mais le joueur ne leur donne pas directement des ordres. A la place, il donne des ordres à ses subordonnés directs, qui se chargent ensuite de les transmettre leurs troupes. Le joueur délègue ainsi l'aspect tactique des combats à ses commandants qui disposent de leur propre personnalité et d'une certaine autonomie, qui leur permet d’agir de leur propre initiative pour de réagir à la situation. Pour communiquer ses ordres, le joueur doit maintenir les lignes de communication entre son quartier général et ses commandants, qui peuvent être perturbées par la distance, l'heure de la journée, les conditions météorologiques et la qualité de ses messagers. Lorsqu'il perd le contact avec une de ses unités, celle-ci agit alors en autonomie. Chaque scénario se déroule sur une carte du champ de bataille, divisée en cases hexagonales représentant différents types de terrain pouvant affecter les combats. La carte est couverte par un brouillard de guerre qui cache au joueur les troupes n’étant pas directement dans son champ de vision,.

## Accueil
| Decisive Battles: Volume II |      |       |
| Média                       | Nat. | Notes |
| ACE                         | US   | 83 %  |
| Zzap!64                     | US   | 90%   |